# West Windsor
West Windsor es un pueblo ubicado en el condado de Windsor en el estado estadounidense de Vermont. En el año 2010 tenía una población de 1,099 habitantes y una densidad poblacional de 17 personas por km².

## Geografía
West Windsor se encuentra ubicado en las coordenadas 43°29′8″N 72°29′3″O / 43.48556, -72.48417.

## Demografía
Según la Oficina del Censo en 2000 los ingresos medios por hogar en la localidad eran de $54,792 y los ingresos medios por familia eran $63,456. Los hombres tenían unos ingresos medios de $33,309 frente a los $35,750 para las mujeres. La renta per cápita para la localidad era de $28,360. Alrededor del 5.6% de la población estaban por debajo del umbral de pobreza.